# 岡本宗慶
岡本 宗慶（おかもと そうけい？）/ 岡本 高昌（おかもと たかあき？、生年不詳 - 元亀3年1月14日（1572年1月28日））は、戦国時代の武将。下野国の戦国大名宇都宮氏の家臣。岡本氏は清党の棟梁芳賀氏の庶流である。宗慶は法名である。子に高永。
宇都宮俊綱の頃には既に宇都宮氏の家臣であったとされ、広綱の頃には筆頭家老にまでなっており、宇都宮家中で強い影響力を有した。宗慶は主に越後国の上杉謙信との外交を一任されており、謙信と親密な関係を築いていた。晩年は子の高永が謙信や小山秀綱との外交を行っていた。
他にも、かつて宇都宮忠綱の近臣の永山忠好や宇都宮興綱、宇都宮俊綱の頃の筆頭重臣である芳賀高孝、芳賀高経が行っていた栗島郷の支配も任されており、佐八氏に宛てた書状が残っている。
甲相同盟が結ばれたことによって危機感を抱き、宇都宮氏を親後北条派に転換させようとした宇都宮氏の重臣皆川俊宗にとって、親上杉派の筆頭である岡本宗慶が邪魔だったために、元亀3年（1572年）1月14日、俊宗が宇都宮城へ出仕した際に、その晩、宗慶は俊宗によって殺害された。その翌日には宇都宮城を占拠されてしまった（皆川俊宗の乱）。
なお、江田郁夫は下野国真名子城主としてその名前が伝えられている「岡本筑後少輔秀卓」について、その官途名の類似から宗慶の息子・高永（筑後守）の事であると推定し、『寛永伝』に記載された岡本秀候（法号:宗巴）－岡本高盛（皆川広照に属する）－岡本高候（徳川秀忠に仕えた旗本）の系統を高永の子孫と推定している。